# Punta del Agua (Mendoza)
Punta del Agua es una localidad y distrito ubicado en el departamento San Rafael de la provincia de Mendoza, Argentina. 
El distrito ocupa un amplio sector del sudeste del departamento, pero la localidad se encuentra en un pequeño oasis en el cruce de las rutas provinciales 179 y 190.
Es dueña de un microclima muy particular, casi sin vientos, tormentas ni granizo, temperaturas agradables, viento escaso y sólo 15 días sin sol en el año. El responsable de este clima es el cerro Nevado, que con 3 810 metros protege el paraje de los vaivenes climatológicos. En la zona existen varios valles similares, de un ancho no superior a los 500 metros y una extensión de no más de 10 km, tras los cuales los arroyos se pierden en el desierto agreste de la zona. La altura asciende a entre 800 y 950 metros sobre el nivel del mar. 
Su principal atractivo son las vertientes de agua natural, una de las cuales se aprovecha para la comercialización bajo la marca Punta del Agua. 
En el valle principal se encuentran la policía, el puesto de salud, delegación municipal y los comercios; pero al norte y al sur del mismo discurren paralelos otros valles similares, como por ejemplo el de Agua Segura. En 2006 el pueblo se manifestó contrario a las explotaciones mineras en la zona.
Los caminos de acceso estaban en 2009 en muy mal estado. En la zona hay muchos productores de ganado caprino.